# Hajítófa

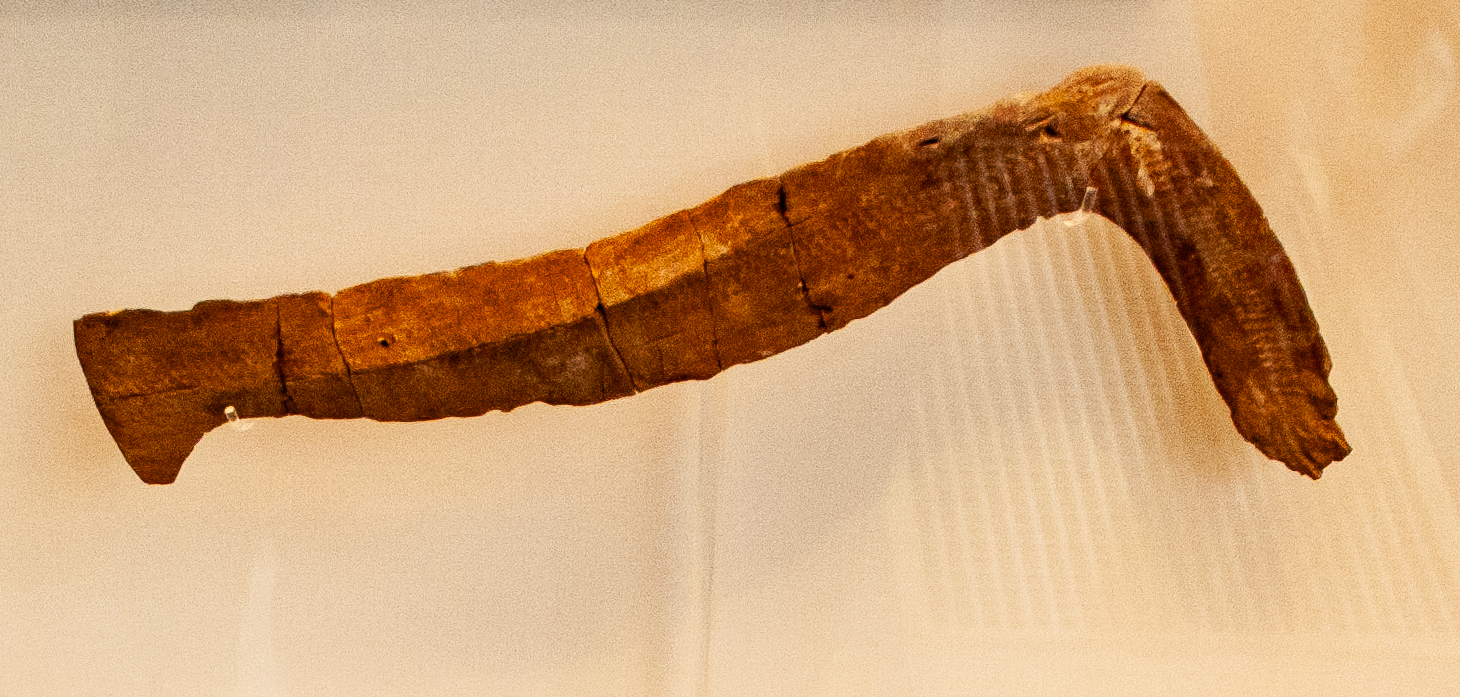
Hajítófa az egyiptomi korai predinasztikus korból, i. e. 5. évezred, Badari-kultúra

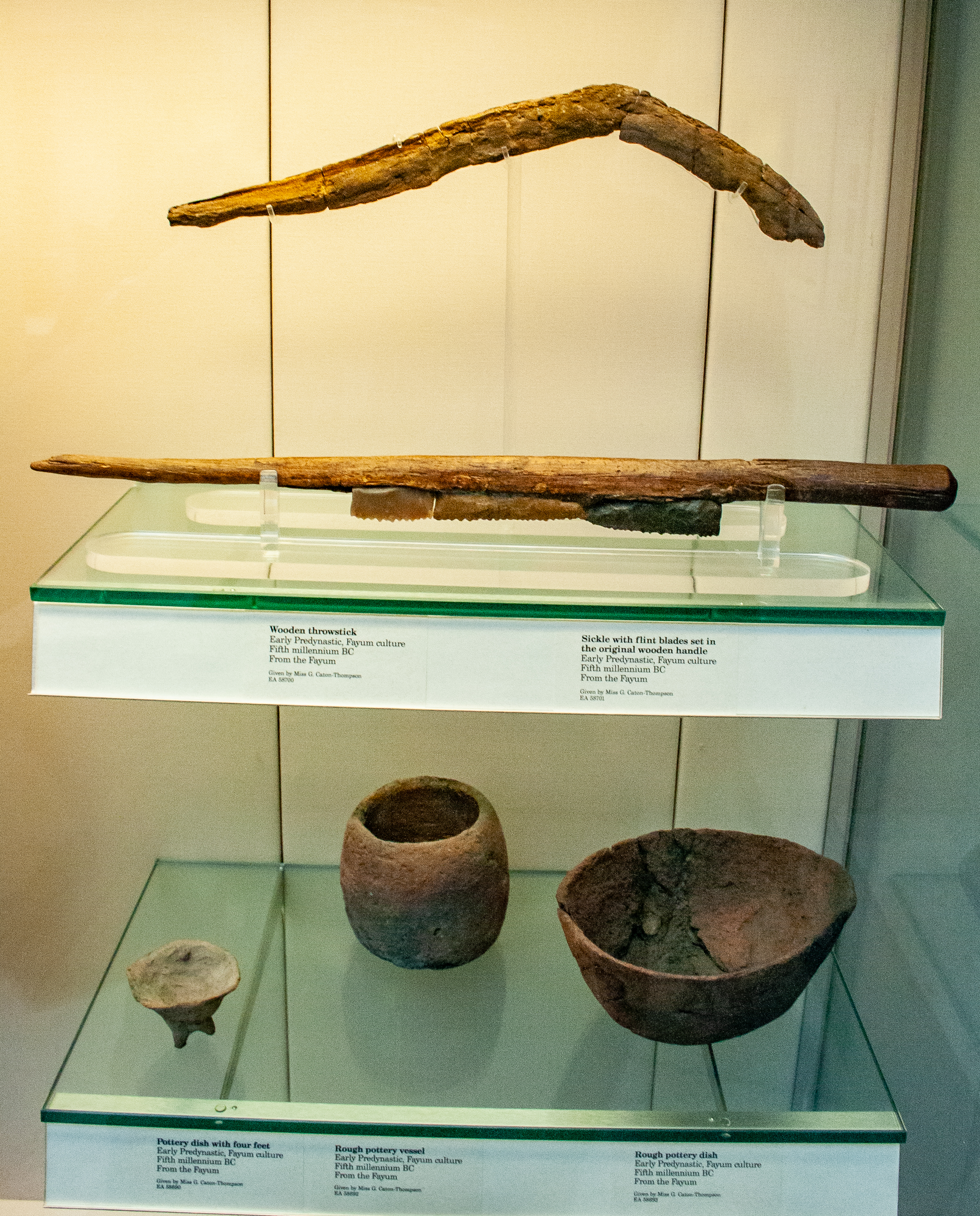
Hajítófa (felül) az egyiptomi Fajjúm-kultúrából, i. e. 5. évezred

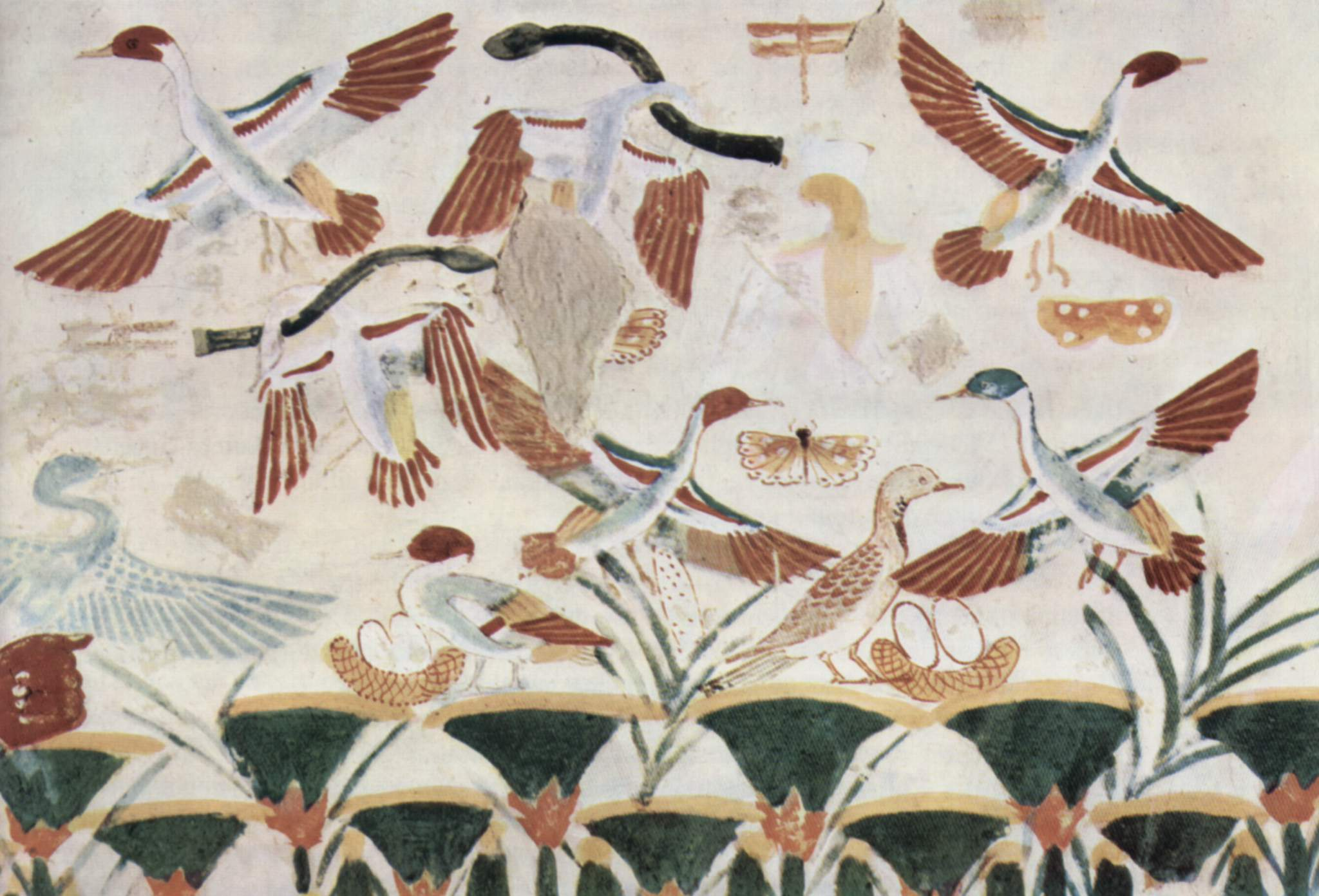
Madárvadászat hajítófával az ókori Egyiptomban

A hajítófa fából készült ősi vadászfegyver, harci eszköz, játékszer; az egyik legrégebbi emberi szerszám. Számos ősi kultúrában kimutatható a használata, de ma is ismeretes. Legnevezetesebb mai változata az ausztrál bennszülöttek bumerángja. Eredetileg leginkább madarak vadászatára alkalmazták. Jellegzetessége, hogy a többi fából készült hajítófegyvertől eltérően (gerely, kelevéz, lándzsa) általában görbe alakú és úgy dobják el, hogy gyorsan, a repülés irányára merőleges tengely körül forogjon. A forgás stabilizálja a repülés irányát, a fejlett hajítófák, bumerángok esetében az eszköz alakja felhajtóerőt is biztosít, aminek eredményeképpen az igen messzire, szélsőséges esetben száz méterre is elrepülhet.

## Története

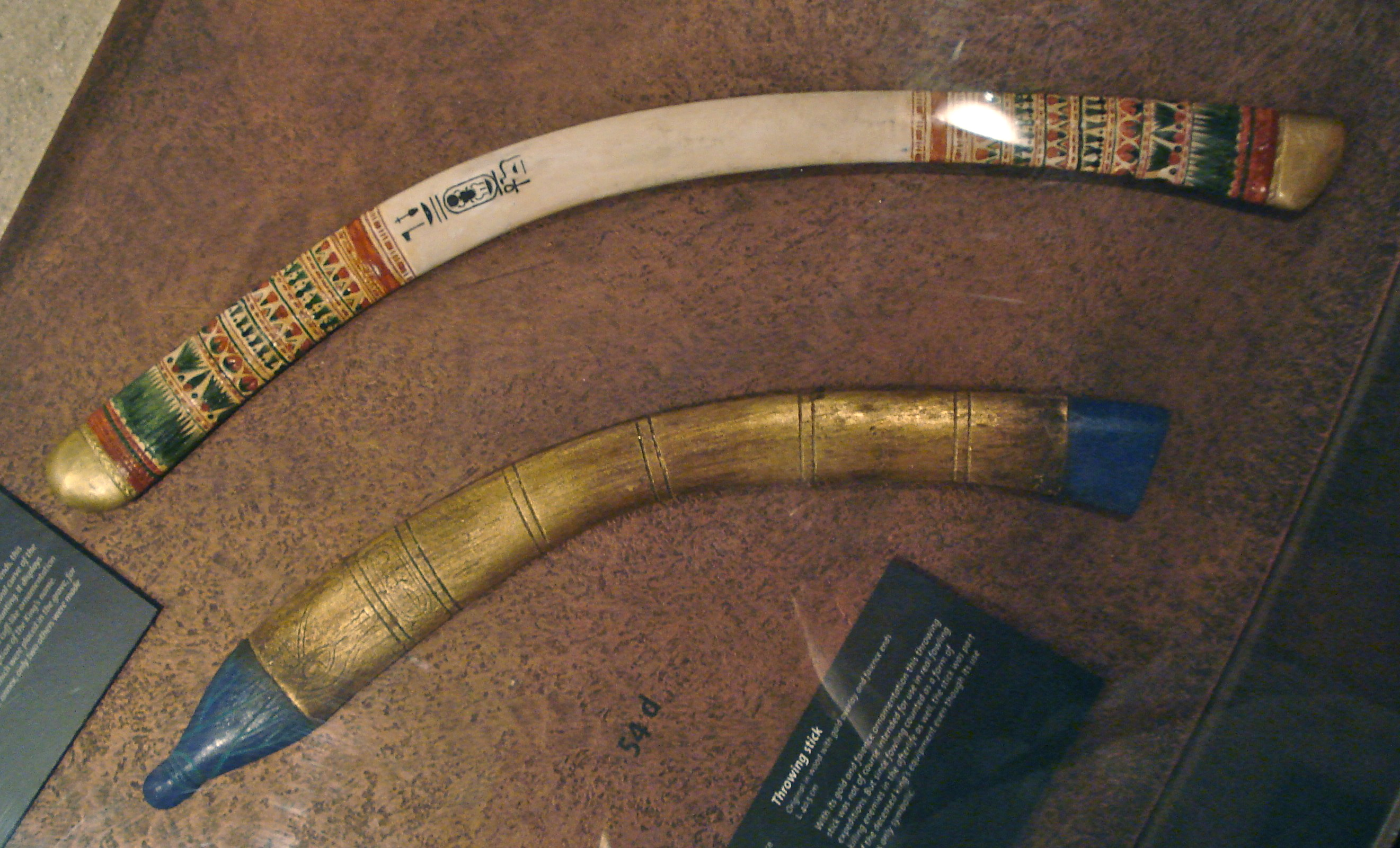
Hajítófák Tutanhamon sírjából

Az ókori Egyiptomban is elsősorban madarak vadászatára szolgált, de a hadviselésben is volt szerepe. Tutanhamon fáraó szenvedélyes madárvadász volt, sírjában sok különböző kiképzésű, gazdagon díszített hajítófát találtak.

## Magyar változatai
A néprajztudomány szerint a magyar hajítófa alapesetben mindkét végén kihegyezett, körülbelül 65 cm hosszú, 5 cm átmérőjű keményfa karó, aminek végeit tűzben megpörkölhették, hogy keményebb legyen. A kiskunsági pásztorok főleg a nyájat támadó farkasok, kutyák ellen, de verekedésekre is használták. A kis- és nagykunsági pásztorok a századfordulón még használták a hajítófát. A pákászok a hajítófával madarakat ejtettek el. Az ismert magyar szólás: „nem ér egy hajítófát” minden bizonnyal ezzel az egyszerű és olcsó eszközzel függ össze.
A hajítófák különleges fajtája a keresztben egymásra erősített két fából készült, bádoggal megerősített „libucütő”, amelyet a felriasztott bíbiccsapat közé dobtak. Ennek hagyománya Balmazújváros környékén maradt fenn.